# Neuer jüdischer Friedhof (Hemmendorf)
Der Neue jüdische Friedhof Hemmendorf befindet sich in Hemmendorf, einem Ortsteil der Gemeinde Salzhemmendorf im Landkreis Hameln-Pyrmont in Niedersachsen. Als jüdischer Friedhof ist er ein Baudenkmal (siehe Liste der Baudenkmale in Salzhemmendorf – ID-Nr. 31292677). Auf dem 251 m² großen Friedhof am südwestlichen Dorfrand (Vor dem Tore/Riedackerweg) gegenüber dem christlichen Friedhof ist kein Grabstein mehr erhalten. Es ist ein Gedenkstein vorhanden, den der Landesverband der Jüdischen Gemeinden von Niedersachsen in den 1960er Jahren errichten ließ, ebenso die ursprüngliche Mauer um den Friedhof.

## Geschichte
Der Friedhof wurde ab 1847 belegt. Im Jahr 1938 – in der NS-Zeit – wurde er völlig zerstört. Nach 1945 wurde er neu eingefriedet und 1961 instand gesetzt.

## Alter jüdischer Friedhof
Auf dem alten jüdischen Friedhof, der von 1838 bis 1857 belegt wurde, befinden sich keine Grabsteine mehr. Dieser Friedhof ist heute nicht mehr zu erkennen. Das Gelände befindet sich in den Gärten hinter dem neuen Feuerwehrgerätehaus und der Sozialstation.